# Juan María Mansera Conde
Juan María Mansera Conde (Osuna, provincia de Sevilla, 19 de julio de 1932 – Granada, septiembre de 1972) fue un escritor y guionista de películas de animación español. Hijo de Emilio Mansera y de Soledad Conde, era hermano del también escritor ursaonense Emilio Mansera Conde. 
Obtiene el premio Café Gijón, en 1968, con su novela En un camino cualquiera, a la derecha.

## Obra

### Narrativa
- En un camino cualquiera, a la derecha. Que se sepa, no está publicada. El propio Café Gijón (Madrid), establecimiento organizador del concurso en esa época, no garantizaba la publicación de la novela ganadora. Además, el texto está desaparecido.

### Guion
De la serie de Mortadelo y Filemón:
- 1970: «Waterloo», junto con Rafael Vara.
- 1970: «Los impostores» (color, 11 minutos).
- 1971: «El armario del tiempo», junto con Valentín Doménech (color, 79 minutos).

- Datos: Q5951358